# 阿佐太子
阿佐太子（572年—645年）是朝鮮三國時代百濟威德王的兒子。他將肖像畫傳入日本。
根據《日本書紀》記載，阿佐太子於597年4月渡海來到日本，為聖德太子父子繪製了肖像畫。這就是日本歷史上的第一幅肖像畫「唐本御影」。在這幅肖像畫中，聖德太子居中，其左右分別是聖德太子的兩個兒子山背大兄王和殖栗王。這幅畫像藏於法隆寺，後來在1878年被獻給了日本天皇。
也有學者認為，「唐本御影」中正中間的人物不是聖德太子，而是阿佐太子本人。